# Leichtathletik-Halleneuropameisterschaften 2011
| Medaillenspiegel (Endstand nach 26 Entscheidungen) | Medaillenspiegel (Endstand nach 26 Entscheidungen) | Medaillenspiegel (Endstand nach 26 Entscheidungen) | Medaillenspiegel (Endstand nach 26 Entscheidungen) | Medaillenspiegel (Endstand nach 26 Entscheidungen) | Medaillenspiegel (Endstand nach 26 Entscheidungen) |
| Platz                                              | Nation                                             | Gold                                               | Silber                                             | Bronze                                             | Gesamt                                             |
| -------------------------------------------------- | -------------------------------------------------- | -------------------------------------------------- | -------------------------------------------------- | -------------------------------------------------- | -------------------------------------------------- |
| 1                                                  | Frankreich                                         | 5                                                  | 5                                                  | 2                                                  | 12                                                 |
| 2                                                  | Russland                                           | 5                                                  | 2                                                  | 5                                                  | 12                                                 |
| 3                                                  | Deutschland                                        | 3                                                  | 4                                                  | 3                                                  | 10                                                 |
| 4                                                  | Großbritannien & NI                                | 3                                                  | 4                                                  | 2                                                  | 9                                                  |
| 5                                                  | Polen                                              | 2                                                  | 2                                                  | 1                                                  | 5                                                  |
| 6                                                  | Tschechien                                         | 2                                                  | 1                                                  | 1                                                  | 4                                                  |
| 7                                                  | Italien                                            | 2                                                  | 1                                                  | 0                                                  | 3                                                  |
| 8                                                  | Spanien                                            | 1                                                  | 2                                                  | 1                                                  | 4                                                  |
| 9                                                  | Portugal                                           | 1                                                  | 1                                                  | 0                                                  | 2                                                  |
| 9                                                  | Ukraine                                            | 1                                                  | 1                                                  | 0                                                  | 2                                                  |
| ...                                                |                                                    |                                                    |                                                    |                                                    |                                                    |
| Gesamt                                             | Gesamt                                             | 26                                                 | 26                                                 | 26                                                 | 78                                                 |
| Vollständiger Medaillenspiegel                     |                                                    |                                                    |                                                    |                                                    |                                                    |

Die 31. Leichtathletik-Halleneuropameisterschaften wurden vom 4. bis 6. März 2011 im Palais Omnisports de Paris-Bercy ausgetragen. Damit fand sie zum zweiten Mal nach 1994 in Paris und zum insgesamt fünften Mal in Frankreich statt. Medaillen wurden in 26 Wettbewerben vergeben.

## Bewerbungen um den Austragungsort
Neben Paris hatten Apeldoorn (Niederlande), Göteborg (Schweden) und Leipzig (Deutschland) Interesse an der Austragung der Leichtathletik-Halleneuropameisterschaften bekundet. Während Paris sich schließlich durchsetzte, erhielt der letzte verbliebene Gegenkandidat Göteborg den Zuschlag für die Leichtathletik-Halleneuropameisterschaften 2013.
Im Palais Omnisports de Paris-Bercy hatten in der Vergangenheit bereits mehrere internationale Leichtathletikwettbewerbe stattgefunden: die Hallenweltspiele 1985, die Halleneuropameisterschaften 1994 und die Hallenweltmeisterschaften 1997.

## Teilnehmer
Mit insgesamt 630 Athleten (346 Männer und 284 Frauen) aus 46 Nationen wurde ein neuer Melderekord erreicht. Von den 50 nationalen Mitgliedsverbänden der European Athletic Association waren außer Andorra, Liechtenstein, Luxemburg und Montenegro alle mit mindestens einem Teilnehmer vertreten.
Der Deutsche Leichtathletik-Verband meldete 38 Athleten, von denen drei ihre Teilnahme vor Beginn der Wettbewerbe verletzungsbedingt absagten. Der Österreichische Leichtathletik-Verband entsandte eine zehnköpfige Mannschaft, Swiss Athletics nominierte sieben Athleten.

## Ergebnisse Männer

### 60 m
| Platz | Athlet               | Land | Zeit (s)    |
| ----- | -------------------- | ---- | ----------- |
| 1     | Francis Obikwelu     | POR  | 6,53 NR, EL |
| 2     | Dwain Chambers       | GBR  | 6,54 SB     |
| 3     | Christophe Lemaitre  | FRA  | 6,58        |
| 4     | Emanuele Di Gregorio | ITA  | 6,59 SB     |
| 5     | Martial Mbandjock    | FRA  | 6,61 PB     |
| 6     | Brian Mariano        | NED  | 6,64        |
| 7     | Cédric Nabe          | SUI  | 6,67        |
| 8     | Ryan Moseley         | AUT  | 6,68 SB     |

Datum: 6. März, 16:55 Uhr

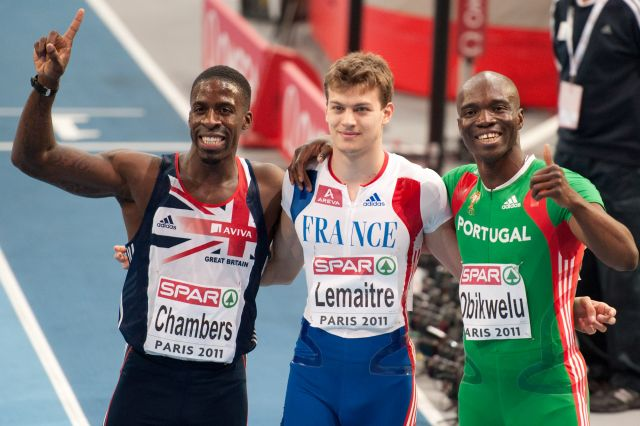
Die drei Medaillengewinner Dwain Chambers, Christophe Lemaitre und Francis Obikwelu (v. l. n. r.)

Francis Obikwelu siegte im Finale überraschend über die Favoriten Dwain Chambers und Christophe Lemaitre. In der Geschichte der Leichtathletik-Halleneuropameisterschaften wurde er damit zum ältesten Titelgewinner in dieser Disziplin sowie zum ersten portugiesischen Medaillengewinner im Sprintbereich.
Weitere Teilnehmer aus deutschsprachigen Ländern:

Im Halbfinale ausgeschieden: Pascal Mancini (SUI), 6,67 s

Im Vorlauf ausgeschieden: Christian Blum (GER), 6,80 s

### 400 m
| Platz | Athlet           | Land | Zeit (s)     |
| ----- | ---------------- | ---- | ------------ |
| 1     | Leslie Djhone    | FRA  | 45,54 NR, EL |
| 2     | Thomas Schneider | GER  | 46,42        |
| 3     | Richard Buck     | GBR  | 46,62        |
| 4     | Dmitri Burjak    | RUS  | 46,70 SB     |
| 5     | Richard Strachan | GBR  | 46,74        |
| 6     | Yoann Décimus    | FRA  | 46,91        |

Datum: 5. März, 17:45 Uhr

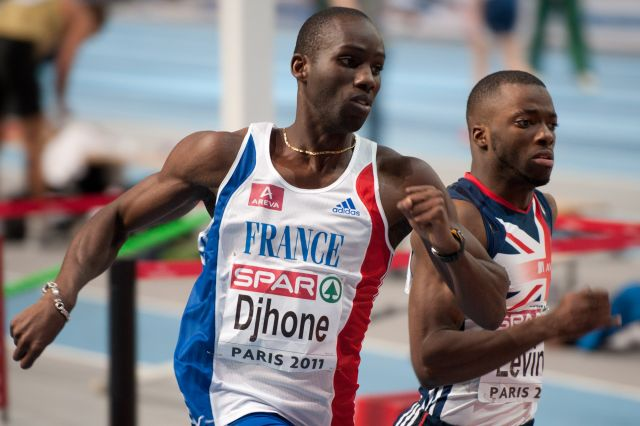
Der spätere Sieger Leslie Djhone (links) in seinem Halbfinallauf

Leslie Djhone übernahm am Ende der ersten Runde die Führung und setzte sich klar durch. Thomas Schneider überholte auf der Zielgeraden die sehr schnell gestarteten Briten und sicherte sich überraschend die Silbermedaille.
Weitere Teilnehmer aus deutschsprachigen Ländern:

Im Halbfinale ausgeschieden: Clemens Zeller (AUT), 47,35 s; David Gollnow (GER), 48,07 s

### 800 m
| Platz | Athlet             | Land | Zeit (min) |
| ----- | ------------------ | ---- | ---------- |
| 1     | Adam Kszczot       | POL  | 1:47,87    |
| 2     | Marcin Lewandowski | POL  | 1:48,23    |
| 3     | Kevin López        | ESP  | 1:48,35    |
| 4     | Andrew Osagie      | GBR  | 1:48,50    |
| 5     | Luis Alberto Marco | ESP  | 2:00,58    |
|       | Robin Schembera    | GER  | DNF        |

Datum: 6. März, 15:45 Uhr

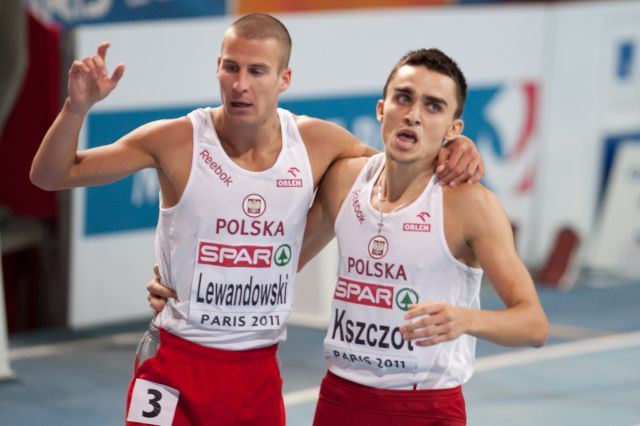
Marcin Lewandowski (links) und Adam Kszczot feierten einen polnischen Doppelsieg.

Luis Alberto Marco kam in der dritten Runde zu Fall. Beim Ausweichen verletzte sich Robin Schembera und gab das Rennen vorzeitig auf. Im Schlussspurt musste sich Marcin Lewandowski seinem Landsmann Adam Kszczot geschlagen geben.
Weitere Teilnehmer aus deutschsprachigen Ländern:

Im Vorlauf ausgeschieden: Andreas Rapatz (AUT), 1:49,96 min; Raphael Pallitsch (AUT), 1:52,19 min

### 1500 m
| Platz | Athlet              | Land | Zeit (min) |
| ----- | ------------------- | ---- | ---------- |
| 1     | Manuel Olmedo       | ESP  | 3:41,03 SB |
| 2     | Kemal Koyuncu       | TUR  | 3:41,18 NR |
| 3     | Bartosz Nowicki     | POL  | 3:41,48    |
| 4     | Carsten Schlangen   | GER  | 3:41,55    |
| 5     | Jakub Holuša        | CZE  | 3:41,57 SB |
| 6     | Juan Carlos Higuero | ESP  | 3:42,29 SB |
| 7     | Goran Nava          | SRB  | 3:42,37 SB |
| 8     | Jamale Aarrass      | FRA  | 3:44,08    |

Datum: 6. März, 16:20 Uhr
Weitere Teilnehmer aus deutschsprachigen Ländern:

Im Vorlauf ausgeschieden: Florian Orth (GER), 3:47,47 min; Christoph Lohse (GER), 3:48,52 min; Andreas Vojta (AUT), 3:49,24 min

### 3000 m
| Platz | Athlet           | Land | Zeit (min) |
| ----- | ---------------- | ---- | ---------- |
| 1     | Mo Farah         | GBR  | 7:53,00    |
| 2     | Hayle İbrahimov  | AZE  | 7:53,32    |
| 3     | Halil Akkaş      | TUR  | 7:54,19    |
| 4     | Andrew Baddeley  | GBR  | 7:54,49 SB |
| 5     | Jesús España     | ESP  | 7:54,66    |
| 6     | Rui Silva        | POR  | 7:59,49    |
| 7     | Yohan Durand     | FRA  | 8:02,40    |
| 8     | Florian Carvalho | FRA  | 8:02,92    |

Datum: 5. März, 16:50 Uhr
Mo Farah verteidigte seinen Titel im 3000-Meter-Lauf erfolgreich. Seine Siegerzeit war fast 13 Sekunden langsamer als vor zwei Jahren in Turin. Dahinter holte Hayle İbrahimov die erste Medaille bei Leichtathletik-Halleneuropameisterschaften überhaupt für Aserbaidschan.

### 60 m Hürden
| Platz | Athlet               | Land | Zeit (s) |
| ----- | -------------------- | ---- | -------- |
| 1     | Petr Svoboda         | CZE  | 7,49     |
| 2     | Garfield Darien      | FRA  | 7,56 PB  |
| 3     | Adrien Deghelt       | BEL  | 7,57 PB  |
| 4     | Felipe Vivancos      | ESP  | 7,59     |
| 5     | Konstantin Schabanow | RUS  | 7,61 PB  |
| 6     | Dimitri Bascou       | FRA  | 7,64     |
| 7     | Jewgeni Borissow     | RUS  | 7,65     |
| 8     | Samuel Coco-Viloin   | FRA  | 8,08     |

Datum: 4. März, 18:50 Uhr

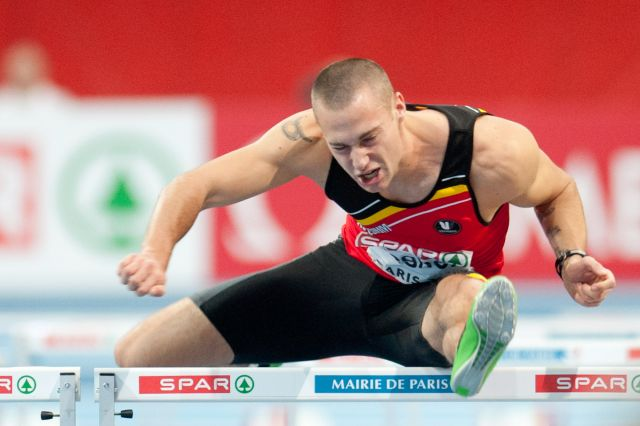
Adrien Deghelt feierte den bislang bedeutendsten Erfolg seiner Karriere.

Der Führende der europäischen Jahresbestenliste Petr Svoboda siegte vor dem Vizeeuropameister im 110-Meter-Hürdenlauf Garfield Darien und dem Überraschungsdritten Adrien Deghelt. Svoboda blieb damit auch in seinem siebten Finale der Saison ungeschlagen.
Weitere Teilnehmer aus deutschsprachigen Ländern:

Im Halbfinale ausgeschieden: Tobias Furer (SUI), 7,93 s; Manuel Prazak (AUT), 7,98 s

### 4 × 400 m Staffel

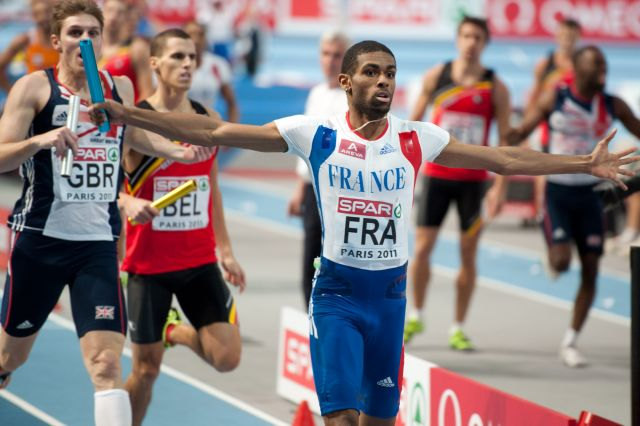
Yoann Décimus führte die französische Staffel als Schlussläufer zum Sieg.

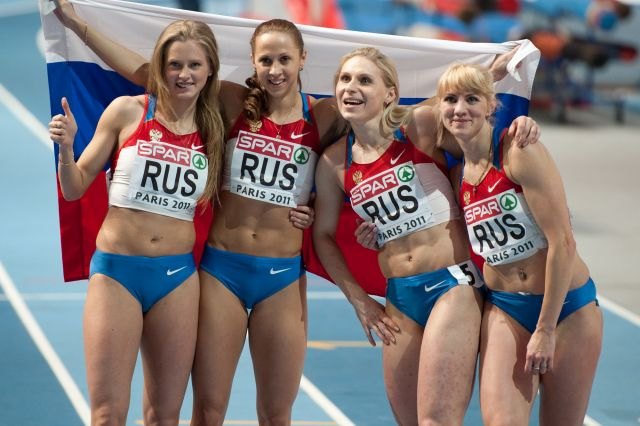
Xenija Wdowina, Xenija Sarodina, Jelena Migunowa und Olesja Krasnomowez (v. l. n. r.) bildeten die siegreiche russische Staffel.

| Platz | Land                   | Athleten                                                            | Zeit (min) |
| ----- | ---------------------- | ------------------------------------------------------------------- | ---------- |
| 1     | Frankreich             | Marc Macédot Leslie Djhone Mamoudou Hanne Yoann Décimus             | 3:06,17 NR |
| 2     | Vereinigtes Königreich | Nigel Levine Nick Leavey Richard Strachan Richard Buck              | 3:06,46    |
| 3     | Belgien                | Jonathan Borlée Antoine Gillet Nils Duerinck Kevin Borlée           | 3:06,57    |
| 4     | Russland               | Dmitri Burjak Pawel Trenichin Sergei Petuchow Denis Alexejew        | 3:06,99    |
| 5     | Polen                  | Mateusz Fórmański Marcin Marciniszyn Łukasz Krawczuk Jakub Krzewina | 3:09,31    |
|       | Niederlande            | Joeri Moerman Youssef El Rhalfioui Bjorn Blauwhof Daniël Franken    | DQ         |

Datum: 6. März, 17:40 Uhr

### Hochsprung
| Platz | Athlet                  | Land | Höhe (m) |
| ----- | ----------------------- | ---- | -------- |
| 1     | Iwan Uchow              | RUS  | 2,38 WL  |
| 2     | Jaroslav Bába           | CZE  | 2,34 SB  |
| 3     | Alexandr Schustow       | RUS  | 2,34 PB  |
| 4     | Konstandinos Baniotis   | GRE  | 2,32 PB  |
| 5     | Dimitrios Chondrokoukis | GRE  | 2,29 PB  |
| 6     | Marco Fassinotti        | ITA  | 2,29 PB  |
| 7     | Janick Klausen          | DEN  | 2,25     |
| 8     | Raúl Spank              | GER  | 2,20     |

Datum: 5. März, 14:30 Uhr

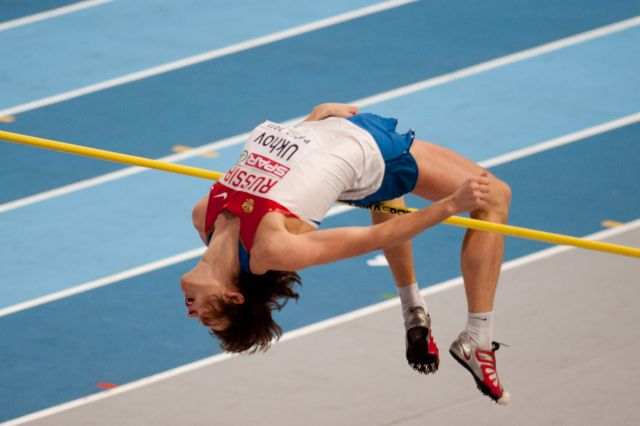
Iwan Uchow wurde seiner Favoritenrolle gerecht.

Titelverteidiger und Hallenweltmeister Iwan Uchow stellte seine Weltjahresbestleistung ein und siegte wie erwartet. Jaroslav Bába errang die Silbermedaille vor dem höhengleichen Alexandr Schustow aufgrund der geringeren Anzahl von Fehlversuchen.

### Stabhochsprung
| Platz | Athlet                  | Land | Höhe (m)        |
| ----- | ----------------------- | ---- | --------------- |
| 1     | Renaud Lavillenie       | FRA  | 6,03 WL, NR, CR |
| 2     | Jérôme Clavier          | FRA  | 5,76            |
| 3     | Malte Mohr              | GER  | 5,71            |
| 4     | Paweł Wojciechowski     | POL  | 5,71            |
| 5     | Konstandinos Filippidis | GRE  | 5,61            |
| 6     | Fabian Schulze          | GER  | 5,51            |
| 7     | Igor Pawlow             | RUS  | 5,51            |
| 8     | Tim Lobinger            | GER  | 5,41            |

Datum: 5. März, 15:45 Uhr

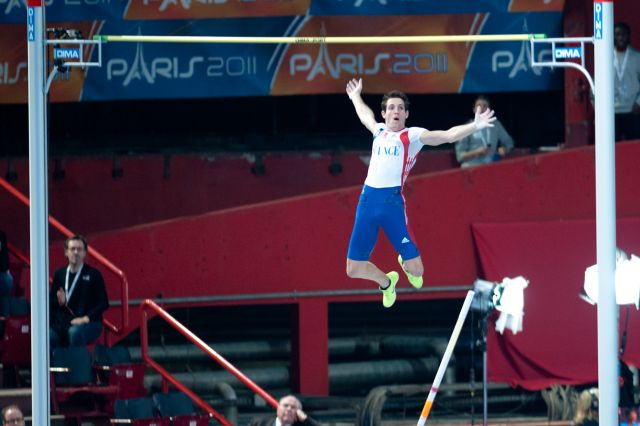
Sieger Renaud Lavillenie

Sportlicher Höhepunkt des zweiten Wettkampftages war der nationale Hallenrekord Renaud Lavillenies, mit dem er auch seine Freiluftbestleistung übertraf. Nachdem er mit 5,81 m bereits als Sieger feststand, übersprang er 5,91 m im dritten und 6,03 m im ersten Versuch. Danach versuchte er sich unter den Augen des Weltrekordinhabers Serhij Bubka (6,15 m) noch dreimal vergeblich an 6,16 m.

### Weitsprung
| Platz | Athlet             | Land | Weite (m) |
| ----- | ------------------ | ---- | --------- |
| 1     | Sebastian Bayer    | GER  | 8,16 SB   |
| 2     | Kafétien Gomis     | FRA  | 8,03 SB   |
| 3     | Morten Jensen      | DEN  | 8,00 SB   |
| 4     | Teddy Tamgho       | FRA  | 7,98      |
| 5     | Povilas Mykolaitis | LTU  | 7,97      |
| 6     | Luis Felipe Méliz  | ESP  | 7,90      |
| 7     | Michel Tornéus     | SWE  | 7,84      |
| 8     | Roman Novotný      | CZE  | 7,66      |

Datum: 5. März, 16:25 Uhr
Titelverteidiger und Halleneuroparekordhalter Sebastian Bayer ging im zweiten Versuch mit 8,10 m in Führung und steigerte sich im vierten Versuch noch um sechs Zentimeter. Dreisprungspezialist Teddy Tamgho verpasste eine Medaille nur knapp.
Weitere Teilnehmer aus deutschsprachigen Ländern:

In der Qualifikation ausgeschieden: Nils Winter (GER), 7,61 m

### Dreisprung
| Platz | Athlet           | Land | Weite (m) |
| ----- | ---------------- | ---- | --------- |
| 1     | Teddy Tamgho     | FRA  | 17,92 WR  |
| 2     | Fabrizio Donato  | ITA  | 17,73 NR  |
| 3     | Marian Oprea     | ROU  | 17,62 SB  |
| 4     | Yoann Rapinier   | FRA  | 17,23 PB  |
| 5     | Christian Olsson | SWE  | 17,20 SB  |
| 6     | Anders Møller    | DEN  | 16,72 SB  |
| 7     | Dsmitry Dsjazuk  | BLR  | 16,27     |
| 8     | Daniele Greco    | ITA  | 16,24     |

Datum: 6. März, 16:25 Uhr

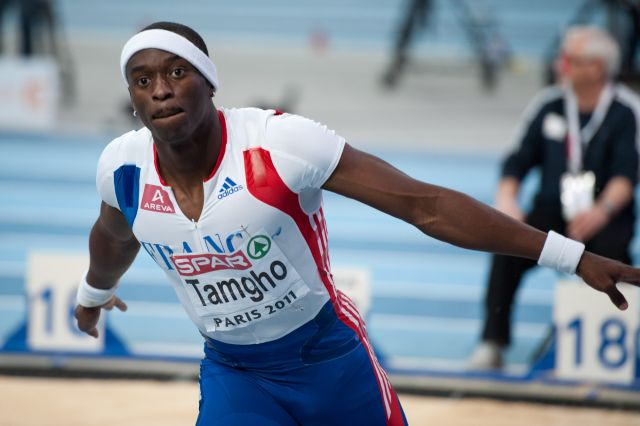
Teddy Tamgho sprang zum dritten Mal in seiner Karriere einen Hallenweltrekord.

Hallenweltmeister Teddy Tamgho steigerte seinen eigenen Weltrekord im zweiten Versuch um einen Zentimeter auf 17,92 m. Dieselbe Weite sprang er im vierten Versuch noch einmal. Titelverteidiger Fabrizio Donato blieb trotz zweimaliger Verbesserung seines eigenen nationalen Rekords nur der zweite Platz.

### Kugelstoßen
| Platz | Athlet             | Land | Weite (m) |
| ----- | ------------------ | ---- | --------- |
| 1     | Ralf Bartels       | GER  | 21,16 EL  |
| 2     | David Storl        | GER  | 20,75 SB  |
| 3     | Maxim Sidorow      | RUS  | 20,55     |
| 4     | Nedžad Mulabegović | CRO  | 20,43 NR  |
| 5     | Marco Schmidt      | GER  | 20,29     |
| 6     | Iwan Juschkow      | RUS  | 20,19     |
| 7     | Gaëtan Bucki       | FRA  | 20,07     |
| 8     | Marco Fortes       | POR  | 19,83     |

Datum: 4. März, 17:30 Uhr
Favorit Ralf Bartels übernahm in seinem zweiten Versuch mit 20,80 m die Führung und gab sie bis zum Ende nicht mehr ab. Im vierten Versuch steigerte er sich noch auf 21,16 m. Vier seiner fünf gültigen Versuche im Finale stieß er weiter als alle seine Konkurrenten. David Storl, der Bartels in der Vorwoche bei den Deutschen Meisterschaften noch geschlagen hatte, sorgte für einen deutschen Doppelsieg. Marco Fortes (20,34 m) und Nedžad Mulabegović (20,05 m) hatten in der Qualifikation nationale Hallenrekorde gestoßen. Mulabegović konnte sich im Finale noch einmal deutlich steigern.

### Siebenkampf
| Platz | Athlet                  | Land | Punkte  |
| ----- | ----------------------- | ---- | ------- |
| 1     | Andrej Krautschanka     | BLR  | 6282 EL |
| 2     | Nadir El Fassi          | FRA  | 6237 PB |
| 3     | Roman Šebrle            | CZE  | 6178    |
| 4     | Eelco Sintnicolaas      | NED  | 6175 NR |
| 5     | Thomas Van der Plaetsen | BEL  | 6020 PB |
| 5     | Ingmar Vos              | NED  | 6020 PB |
| 7     | Alexander Kislow        | RUS  | 5970 SB |
| 8     | Wassili Charlamow       | RUS  | 5959    |

Datum: 5.–6. März

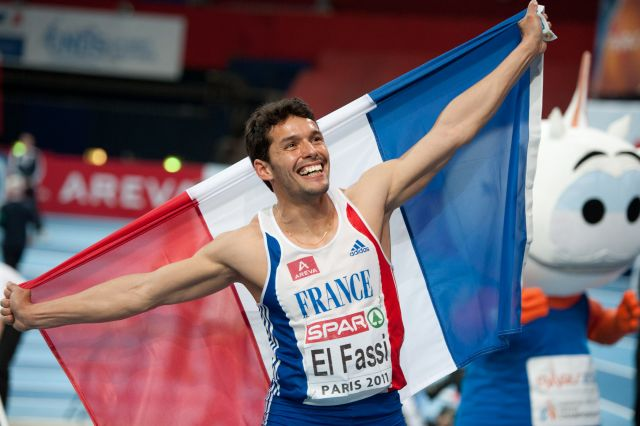
Nadir El Fassi gewann die Silbermedaille.

Andrej Krautschanka gewann mit persönlicher Bestleistung vor Nadir El Fassi, der sich im abschließenden 1000-Meter-Lauf noch vom vierten auf zweiten Rang vorschob. Der frühere Olympiasieger und Weltmeister im Zehnkampf, Roman Šebrle, sicherte sich als Dritter seine insgesamt 18. Medaille bei internationalen Meisterschaften. Am Ende hatte er lediglich drei Punkte Vorsprung auf Eelco Sintnicolaas, der einen nationalen Rekord erzielte. Die besten Einzelleistungen gelangen Ingmar Vos im 60-Meter-Lauf und im 60-Meter-Hürdenlauf, Darius Draudvila im Weitsprung, Wassili Charlamow im Kugelstoßen, El Fassi im Hochsprung und im 1000-Meter-Lauf und Sintnicolaas im Stabhochsprung.
Weitere Teilnehmer aus deutschsprachigen Ländern:

Platz 10: Roland Schwarzl (AUT), 5846 Punkte SB; Platz 15: Dominik Distelberger (AUT), 4135 Punkte (nach fünf Disziplinen verletzt aufgegeben)

## Ergebnisse Frauen

### 60 m
| Platz | Athletin         | Land | Zeit (s) |
| ----- | ---------------- | ---- | -------- |
| 1     | Olessja Powch    | UKR  | 7,13 EL  |
| 2     | Marija Rjemjen   | UKR  | 7,15 PB  |
| 3     | Ezinne Okparaebo | NOR  | 7,20     |
| 4     | Jodie Williams   | GBR  | 7,21 PB  |
| 5     | Chrystyna Stuj   | UKR  | 7,21 PB  |
| 6     | Véronique Mang   | FRA  | 7,22     |
| 7     | Myriam Soumaré   | FRA  | 7,24     |
|       | Lina Grinčikaitė | LTU  | DNS      |

Datum: 6. März, 16:40 Uhr

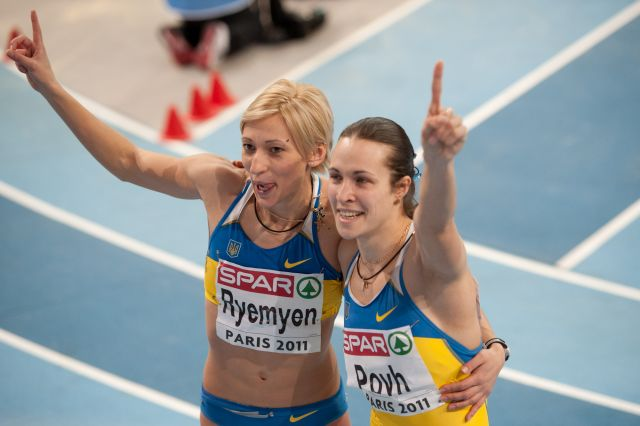
Olessja Powch (rechts) und Marija Rjemjen holten Gold und Silber.

Mit der Einstellung ihrer europäischen Jahresbestleistung siegte Olessja Powch vor ihrer Landsfrau Marija Rjemjen und der Silbermedaillengewinnerin von 2009, Ezinne Okparaebo.

### 400 m
| Platz | Athletin           | Land | Zeit (s) |
| ----- | ------------------ | ---- | -------- |
| 1     | Denisa Rosolová    | CZE  | 51,73 PB |
| 2     | Olesja Krasnomowez | RUS  | 51,80    |
| 3     | Xenija Sadorina    | RUS  | 52,03    |
| 4     | Wanja Stambolowa   | BUL  | 52,58    |
| 5     | Janin Lindenberg   | GER  | 52,62    |
| 6     | Marta Milani       | ITA  | 53,23    |

Datum: 5. März, 17:30 Uhr
Die früher vor allem als Weitspringerin erfolgreiche Denisa Rosolová gewann mit persönlicher Bestleistung die Goldmedaille vor der früheren Hallenweltmeisterin Olesja Krasnomowez.

### 800 m
| Platz | Athletin           | Land | Zeit (min) |
| ----- | ------------------ | ---- | ---------- |
| 1     | Jennifer Meadows   | GBR  | 2:00,50    |
| 2     | Linda Marguet      | FRA  | 2:01,61    |
| 3     | Marilyn Okoro      | GBR  | 2:03,46 SB |
| 4     | Eglė Balčiūnaitė   | LTU  | 2:04,86    |
| –     | Jewgenija Sinurowa | RUS  | DQ         |
| –     | Julija Russanowa   | RUS  | DQ         |

Datum: 6. März, 16:00 Uhr
Gold und Bronze gingen zunächst an die beiden Russinen Jewgenija Sinurowa und Julija Russanowa. Beide wurden später wegen Verstößen gegen die Anti-Doping-Richtlinien gesperrt.
Weitere Teilnehmerinnen aus deutschsprachigen Ländern:

Im Halbfinale ausgeschieden: Jana Hartmann (GER), 2:02,65 min

### 1500 m
| Platz | Athletin               | Land | Zeit (min) |
| ----- | ---------------------- | ---- | ---------- |
| 1     | Jelena Arschakowa      | RUS  | 4:13,78    |
| 2     | Nuria Fernández        | ESP  | 4:14,04    |
| 3     | Jekaterina Martynowa   | RUS  | 4:14,16    |
| 4     | Renata Pliś            | POL  | 4:15,16    |
| 5     | Isabel Macías          | ESP  | 4:15,76    |
| 6     | Lindsey De Grande      | BEL  | 4:16,15    |
| 7     | Sara Moreira           | POR  | 4:16,67    |
| 8     | Anschela Schewtschenko | UKR  | 4:18,19    |

Datum: 5. März, 17:15 Uhr
Weitere Teilnehmerinnen aus deutschsprachigen Ländern:

Im Vorlauf ausgeschieden: Jennifer Wenth (AUT), 4:16,74 min

### 3000 m
| Platz | Athletin             | Land | Zeit (min) |
| ----- | -------------------- | ---- | ---------- |
| 1     | Helen Clitheroe      | GBR  | 8:56,66    |
| 2     | Lidia Chojecka       | POL  | 8:58,30    |
| 3     | Layes Abdullayeva    | AZE  | 9:00,37 SB |
| 4     | Dolores Checa        | ESP  | 9:02,18    |
| 5     | Natalija Tobias      | UKR  | 9:02,94 PB |
| 6     | Natalja Popkowa      | RUS  | 9:03,42    |
| 7     | Jelena Sadoroschnaja | RUS  | 9:06,44    |
| –     | Olesja Syrewa        | RUS  | DQ         |

Datum: 6. März, 15:15 Uhr
Neun Jahre nachdem sie als Drittplatzierte im 1500-Meter-Lauf bei den Commonwealth Games 2002 in Manchester ihre bislang einzige internationale Medaille gewonnen hatte, gewann die bereits 37 Jahre alte Helen Clitheroe überraschend den 3000-Meter-Lauf. 300 Meter vor dem Ziel übernahm sie die Führung und verteidigte sie auf der Zielgeraden knapp vor Olesja Syrewa. Syrewa wurde nachträglich wegen Dopingbetrugs gesperrt und musste die Silbermedaille abgeben.
Weitere Teilnehmerinnen aus deutschsprachigen Regionen:

Im Vorlauf ausgeschieden: Silvia Weissteiner (ITA), 9:19,96 min SB

### 60 m Hürden
| Platz | Athletin            | Land | Zeit (s)    |
| ----- | ------------------- | ---- | ----------- |
| 1     | Carolin Nytra       | GER  | 7,80 PB, EL |
| 2     | Tiffany Ofili       | GBR  | 7,80 NR, EL |
| 3     | Christina Vukicevic | NOR  | 7,93 NR     |
| 4     | Derval O’Rourke     | IRL  | 7,96 SB     |
| 5     | Alina Talaj         | BLR  | 8,05        |
| 6     | Alexandra Antonowa  | RUS  | 8,00        |
| 7     | Lucie Škrobáková    | CZE  | 8,10        |
| 8     | Sandra Gomis        | FRA  | 8,11        |

Datum: 4. März, 18:40 Uhr
Caroline Nytra entschied das Finale im Fotofinish vor Tiffany Ofili für sich. Ihr Vorsprung betrug eine Tausendstelsekunde (7,793 zu 7,794 s). Während Nytra ihre persönliche Bestleistung um neun Hundertstelsekunden unterbot, erzielte Ofili einen britischen Hallenrekord. Die als Führende der europäischen Jahresbestenliste in die Wettkämpfe gegangene Norwegerin Christina Vukicevic lief ebenfalls einen nationalen Hallenrekord und wurde Dritte.
Weitere Teilnehmerinnen aus deutschsprachigen Ländern:

Im Halbfinale ausgeschieden: Cindy Roleder (GER), 8,06 s; Lisa Urech (SUI), 8,06 s; Nadine Hildebrand (GER), 8,23 s

Im Vorlauf ausgeschieden: Clélia Reuse (SUI), 8,24 s; Beate Schrott (AUT), 8,25 s

### 4 × 400 m Staffel
| Platz | Land                   | Athletinnen                                                       | Zeit (min) |
| ----- | ---------------------- | ----------------------------------------------------------------- | ---------- |
| 1     | Russland               | Xenija Sadorina Xenija Wdowina Jelena Migunowa Olesja Krasnomowez | 3:29,34    |
| 2     | Vereinigtes Königreich | Kelly Sotherton Lee McConnell Marilyn Okoro Jennifer Meadows      | 3:31,36    |
| 3     | Frankreich             | Muriel Hurtis Laetitia Denis Marie Gayot Floria Gueï              | 3:32,16    |
| 4     | Italien                | Giulia Arcioni Maria Enrica Spacca Chiara Bazzoni Marta Milani    | 3:33,70    |
| 5     | Deutschland            | Claudia Hoffmann Larissa Kettenis Wiebke Ullmann Janin Lindenberg | 3:33,80    |
| 6     | Ukraine                | Hanna Titimez Natalija Lupu Daryna Prystupa Antonina Jefremowa    | 3:34,08    |

Datum: 6. März, 17:15 Uhr

### Hochsprung
| Platz | Athletin              | Land | Höhe (m) |
| ----- | --------------------- | ---- | -------- |
| 1     | Antonietta Di Martino | ITA  | 2,01     |
| 2     | Ruth Beitia           | ESP  | 1,96 SB  |
| 3     | Ebba Jungmark         | SWE  | 1,96 PB  |
| 4     | Danielle Frenkel      | ISR  | 1,92     |
| 4     | Mélanie Melfort       | FRA  | 1,92     |
| 4     | Swetlana Schkolina    | RUS  | 1,92     |
| 7     | Oksana Okunjewa       | UKR  | 1,92     |
| 7     | Kamila Stepaniuk      | POL  | 1,92     |

Datum: 6. März, 15:30 Uhr
Weitere Teilnehmerinnen aus deutschsprachigen Ländern:

In der Qualifikation ausgeschieden: Marie-Laurence Jungfleisch (GER), 1,89 m; Beatrice Lundmark (SUI), 1,85 m

### Stabhochsprung
| Platz | Athletin              | Land | Höhe (m)    |
| ----- | --------------------- | ---- | ----------- |
| 1     | Anna Rogowska         | POL  | 4,85 NR, EL |
| 2     | Silke Spiegelburg     | GER  | 4,75        |
| 3     | Kristina Gadschiew    | GER  | 4,65        |
| 4     | Minna Nikkanen        | FIN  | 4,60 NR     |
| 4     | Jiřina Ptáčníková     | CZE  | 4,60 PB     |
| 6     | Alexandra Kirjaschowa | RUS  | 4,60        |
| 7     | Lisa Ryzih            | GER  | 4,50        |
| 8     | Anastassija Schwedowa | BLR  | 4,50        |

Datum: 6. März, 15:00 Uhr
Kristina Gadschiew leistete sich als einzige Springerin bis 4,65 m keinen Fehlversuch, konnte sich danach jedoch nicht weiter steigern. Silke Spiegelburg und Anna Rogowska bewältigten 4,75 m jeweils im zweiten Versuch. Mit übersprungenen 4,80 m sicherte sich Rogowska anschließend den Sieg, bevor sie den polnischen Landesrekord noch auf 4,85 m verbesserte.

### Weitsprung
| Platz | Athletin              | Land | Weite (m) |
| ----- | --------------------- | ---- | --------- |
| 1     | Darja Klischina       | RUS  | 6,80      |
| 2     | Naide Gomes           | POR  | 6,79 SB   |
| 3     | Julija Pidluschnaja   | RUS  | 6,75 PB   |
| 4     | Éloyse Lesueur        | FRA  | 6,59      |
| 5     | Weranika Schutkowa    | BLR  | 6,57      |
| 6     | Nastassja Mirontschyk | BLR  | 6,55      |
| 7     | Cornelia Deiac        | ROU  | 6,45      |
| 8     | Irene Pusterla        | SUI  | 6,43      |

Datum: 6. März, 14:50 Uhr

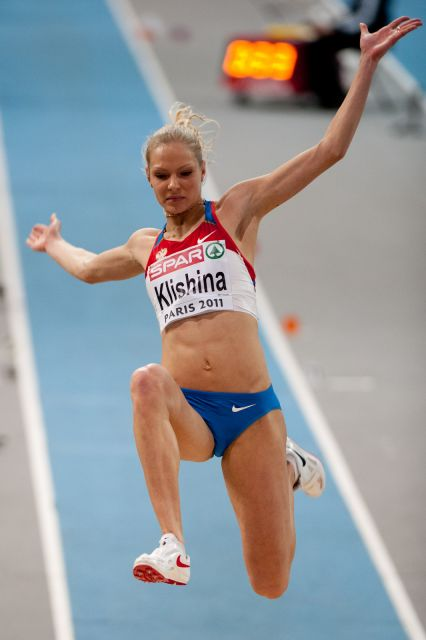
Darja Klischina siegte mit einem Zentimeter Vorsprung auf Naide Gomes.

Die zweifache Hallenwelt- und europameisterin Naide Gomes ging im ersten Versuch mit 6,67 m in Führung und steigerte sich im vierten Versuch auf 6,79 m. Im fünften Versuch übertraf Darja Klischina sie um einen Zentimeter und sicherte sich so den Sieg.
Weitere Teilnehmerinnen aus deutschsprachigen Ländern:

In der Qualifikation ausgeschieden: Michelle Weitzel (GER), 6,44 m; Nadja Käther (GER), 6,36 m

### Dreisprung
| Platz | Athletin          | Land | Weite (m) |
| ----- | ----------------- | ---- | --------- |
| 1     | Simona La Mantia  | ITA  | 14,60 WL  |
| 2     | Olessja Sabara    | RUS  | 14,45 SB  |
| 3     | Dana Velďáková    | SVK  | 14,39 SB  |
| 4     | Snežana Rodić     | SLO  | 14,35 PB  |
| 5     | Cristina Bujin    | ROU  | 14,19 SB  |
| 6     | Natalja Kutjakowa | RUS  | 14,18     |
| 7     | Athanasia Perra   | GRE  | 14,01     |
| 8     | Petja Datschewa   | BUL  | 13,84     |

Datum: 5. März, 14:45 Uhr
Siegerin Simona La Mantia gewann als erst zweite Italienerin eine Dreisprungmedaille bei Leichtathletik-Halleneuropameisterschaften und übernahm die Führung in der Weltjahresbestenliste. In der Qualifikation waren die Deutsche Katja Demut und die Griechin Paraskeví Papahrístou, die als Erst- und Drittplatzierte der europäischen Jahresbestenliste in den Wettbewerb gegangen waren, überraschend ausgeschieden.
Weitere Teilnehmerinnen aus deutschsprachigen Ländern:

In der Qualifikation ausgeschieden: Katja Demut (GER), 13,81 m

### Kugelstoßen
| Platz | Athletin            | Land | Weite (m) |
| ----- | ------------------- | ---- | --------- |
| 1     | Anna Awdejewa       | RUS  | 18,70     |
| 2     | Christina Schwanitz | GER  | 18,65     |
| 3     | Josephine Terlecki  | GER  | 18,09 PB  |
| 4     | Jessica Cérival     | FRA  | 17,84     |
| 5     | Anita Márton        | HUN  | 17,84     |
| 6     | Sophie Kleeberg     | GER  | 17,63 PB  |
| 7     | Chiara Rosa         | ITA  | 17,54     |
| 8     | Irina Tarassowa     | RUS  | 17,17     |

Datum: 5. März, 14:20 Uhr
Die Europameisterschaftsdritte im Freien, Anna Awdejewa, setzte sich gegen die Führende der europäischen Jahresbestenliste, Christina Schwanitz, und Außenseiterin Josephine Terlecki durch. Terlecki steigerte ihre persönliche Bestleistung, die sie am Vortag in der Qualifikation aufgestellt hatte, im Finale um acht Zentimeter.

### Fünfkampf
| Platz | Athletin                   | Land | Punkte      |
| ----- | -------------------------- | ---- | ----------- |

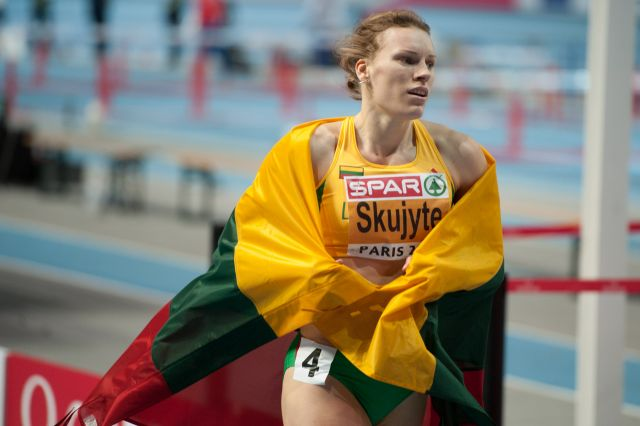
Austra Skujytė wurde in der letzten Disziplin vom ersten Platz verdrängt.

| 1     | Antoinette Nana Djimou Ida | FRA  | 4723 WL, NR |
| 2     | Austra Skujytė             | LTU  | 4706        |
| 3     | Remona Fransen             | NED  | 4665        |
| 4     | Karolina Tymińska          | POL  | 4612        |
| 5     | Jessica Samuelsson         | SWE  | 4497 PB     |
| 6     | Marina Gontscharowa        | RUS  | 4469 SB     |
| 7     | Zuzana Hejnová             | CZE  | 4453 PB     |
| 8     | Kaie Kand                  | EST  | 4399 SB     |

Datum: 4. März
Antoinette Nana Djimou Ida errang überraschend die Goldmedaille vor der nach vier Disziplinen in Führung liegenden Austra Skujytė. Obwohl diese als die bessere 800-Meter-Läuferin der beiden galt, brach sie in der abschließenden Disziplin vollkommen ein und fiel auf den zweiten Rang zurück. Die besten Einzelleistungen gelangen Nana Djimou Ida im 60-Meter-Hürdenlauf und im Weitsprung, Skujytė im Kugelstoßen, Remona Fransen im Hochsprung sowie Zuzana Hejnová im 800-Meter-Lauf.

## Abkürzungen
- WR: Weltrekord (world record)
- NR: nationaler Rekord (national record)
- CR: Meisterschaftsrekord (championship record)
- PB: persönliche Bestleistung (personal best)
- SB: Saisonbestleistung (season best)
- WL: Weltjahresbestleistung (world leading)
- EL: europäische Jahresbestleistung (European leading)
- DNS: Wettbewerb nicht angetreten (did not start)
- DNF: Wettbewerb nicht beendet (did not finish)

Bestmarken beziehen sich auf Leistungen in der Halle. Gleichheitszeichen (=) kennzeichnen die Einstellung einer Leistung.